# Vladár Ervin (főjegyző)
Nagycsepcsényi és muthnai Vladár Ervin (Majoros, Zemplén vármegye, 1833. június 24. –
Bánfalva, 1928. november 8.) jogász, császári és királyi kamarás, Zemplén vármegye főjegyzője, Borsod és Gömör-Kishont vármegye törvényhatósági tagja, országgyűlési képviselő, nagybirtokos, budapesti bérháztulajdonos.

## Családja és származása

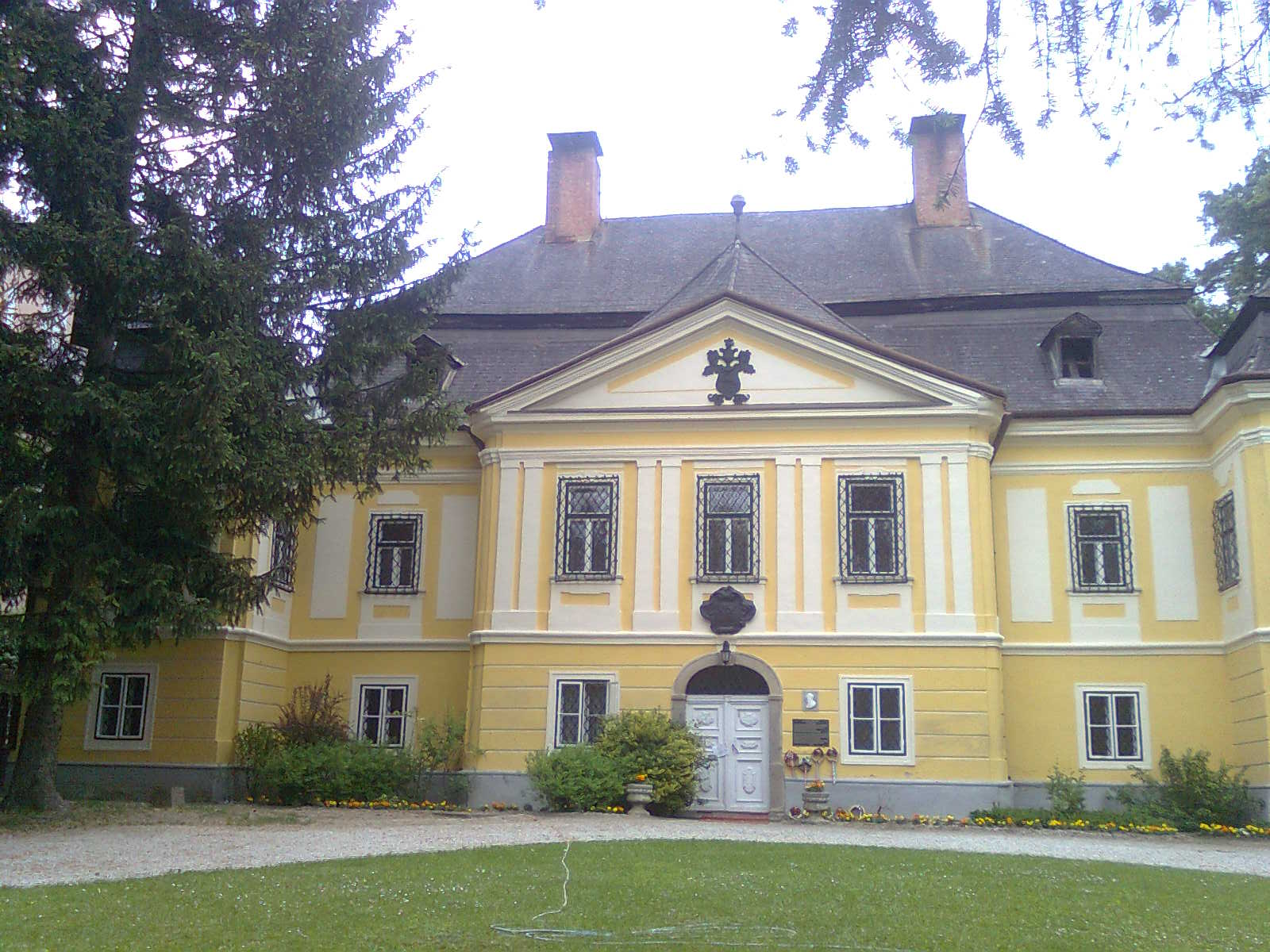
A bánfalvi (ma: bánhorváti) Platthy-Vladár kastély homlokzata

A nemesi származású nagycsepcsényi és muthnai Vladár család sarja. Apja nagycsepcsényi és muthnai Vladár József (1802–1883), táblabíró, nagybirtokos, anyja, a nagylónyai és vásárosnaményi Lónyay család köznemesi ágából való nagylónyai és vásárosnaményi Lónyay Sarolta (1812–1890) volt. Anyai nagyszülei nagylónyai és vásárosnaményi Lónyay Péter (†1827) és bernátfalvi Bernáth Anna (†1847) voltak. Apai nagyszülei Vladár András és ragyóczi Csoma Erzsébet (1777–1847) voltak. Ennek a Vladár Andrásnak az anyja Boronkay Rozália, özvegy Vladár Pálné (fl. 1755-1759), Mária Terézia korában 10 úrbéri birtokkal, Zemplén vármegyében, összesen 845 úrbéri holddal, 70 jobbágy családdal, 11 zsellérrel, valamint 2 házatlan zsellérrel rendelkezett a tehetős felső köznemes.

## Élete
Gyerekkorában Somban Bereg vármegyében élt; 1848 novemberétől Domanovszky Endre volt a nevelője. A sárospataki iskolában elvégezve a jogot, mint egész fiatal ember, Zemplén vármegye főjegyzője lett. Már itt feltűnt sokoldalú készültségével, fegyelmezett ítélőképességével, emberies gondolkozásával, fejlett szociális érzékével és igazságszeretetével. Alig kétévi főjegyzői működése után Zemplén vármegye egyik választókerülete mandátumhoz juttatta. A képviselőházban is csakhamar észrevették képességeit, magára vonta Deák Ferenc figyelmét, aki bizalmával és szeretetével tüntette ki. Később Tisza Kálmán is felfigyelt rá, és bár Vladár állandóan megmaradt Deák-pártinak, a „generális“ fontosabb kérdésekben gyakran tanácskozott vele is. Baráti kötelék fűzte gróf Andrássy Gyulához, a monarchia nagynevű külügyminiszteréhez, kivel anyja révén – ki Lónyay-leány volt – rokoni viszonyban is volt. Mint képviselő egy ideig elnöke volt a pénzügyi bizottságnak, és a delegációban is fontos szerepet töltött be. A zemplénvármegyei kerületet néhány cikluson át képviselte, azután Erdélyben, Dicsőszentmártonban választották meg. A társadalmi életben is élénken részt vett. Alig volt jótékonysági mozgalom, összejövetel, mulatság vagy vadászat, melyre Vladár meghívót nem kapott volna. 1872. évi január hó 10-diki általános tisztújításból lett Zemplén vármegye főjegyzője. Országgyűlési képviselősége alatt a Krassómegye Oravicza választó kerületet képviselte. A halálhírén mondták róla: "Vladár Ervinre, a régi tipikus táblabírói alakra, az igazi, nemes gondolkozású magyarurra már alig emlékezik a mai nemzedék."
Idősebb Vladár Ervin és neje Ferenczy Mária 1897-ben Bánfalván 3170 kataszteri holdas földbirtokkal rendelkezett. Később 1937-re ifjabb Vladár Ervin földbirtokos Bánfalván 1816 kataszteri holdas földbirtokkal rendelkezett. Budapesten a IX. kerületi Ferenc körút 25-es számú bérháznak a tulajdonosa is volt.

## Házassága és gyermekei
Őrmezőn 1891. október 8-án feleségül vette a római katolikus nemesi származású harasztkeréki Ferenczy Máriát (Debrecen, 1865. október 2. – 1949), akinek a szülei harasztkeréki Ferenczy Elek (1821–1875) és markus-batizfalvi Máriássy Mária (1841–1922) voltak. A menyasszonynak az apai nagyszülei harasztkeréki Ferenczy Elek, városi tanácsos, és farkaslaki Hints Karolina (1799–1878) voltak; az anyai nagyszülei markus-batizfalvi Máriássy Ágoston (1809–1862), földbirtokos és Szinyey Merse Regina (1820–1895) voltak. Vladár Ervin és Ferenczy Mária házasságából két gyermek született:
- Vladár Ervin (Bánfalva, 1897. május 24. – Caracas, 1984. július 11.), genfi magyar főkonzul, a caracasi Magyar Ház elnöke, a Caracasi Magyar Történelmi Társaság elnöke. Felesége: széki gróf Teleki Gabriella (Koltó, 1904. szeptember 21. – Caracas, 1982. március 29.).[18]
- Vladár Karolina Mária (Budapest, 1903. március 20. – Budapest, 1917. március 19.).[19][20]